# Castañetas
Las Castañetas es un barrio del extrarradio de la ciudad andaluza de Málaga (España), situado en el distrito de Campanillas, muy cerca de la ribera del río Guadalhorce. Se trata de un núcleo de población totalmente aislado, rodeado de huertas, si bien, los barrios de la Estación de Campanillas y Santa Águeda se encuentran a poca distancia. Se encuentra a unos 20 km (kilómetros) del centro de la ciudad, y tiene unos 600 habitantes.
El barrio acoge 180 viviendas sociales construidas en 1992, y presenta graves signos de degradación ambiental y social, como constantes altercados entre vecinos, y actividades ilegales como son la venta de estupefacientes y las peleas de gallos. Según un informe de cáritas de 1998, el desempleo afectaba en ese año al 75 % de la población. Además, padece la contaminación acústica producida por el Aeropuerto de Málaga-Costa del Sol.
Cerca de este barrio se encuentra ubicado un colegio público llamado «C.E.I.P Cupiana». Este es un centro pequeño al que suelen asistir los niños de los alrededores. En cuanto a lo educativo en el barrio Las Castañetas, un día por semana asiste un autobús que pone a disposición de los habitantes recursos educativos como libros, películas, etc.; esto es conocido como «Bibliobús». También, en el barrio se puede encontrar un centro social, el cual ayuda a los habitantes del barrio, por ejemplo, poniendo a su disposición la biblioteca y el acceso a Internet para aquellos que los necesiten.
Castañetas es uno de los barrios periféricos de Málaga en los que se desarrolla la Fiesta de Verdiales, Bien de Interés Cultural de la categoría actividad de interés etnológico, según el gobierno autonómico. Dicha fiesta constituye una de las expresiones culturales de más fuerte arraigo en la provincia de Málaga, y forma parte de su patrimonio inmaterial vivo. Hasta la década de 1960, los verdiales se focalizaban en los Montes de Málaga, pero, a partir de esta década, con el fuerte éxodo rural, se desplazaron paulatinamente a los barrios periféricos de la capital, siendo Castañetas uno de los lugares en los que los emigrados trasmitieron la tradición a las nuevas generaciones y a las élites de la capital, de manera que la fiesta pasó a ser sentida también como propia por los malagueños.

## Transporte
En autobús queda conectado mediante las siguientes líneas de la EMT:
| Línea | Trayecto                 | Recorrido | Frecuencia |
| ----- | ------------------------ | --------- | ---------- |
| 28    | Santa Águeda - Los Núñez | Recorrido | 85 minutos |